# Ohio, Illinois
Ohio är en ort (village) i Bureau County i Illinois. Vid 2020 års folkräkning hade Ohio 465 invånare.